# Município Capenda-Camulemba
Município Capenda-Camulemba är en kommun i Angola.   Den ligger i provinsen Lunda Norte, i den centrala delen av landet, 600 km öster om huvudstaden Luanda.
I omgivningarna runt Município Capenda-Camulemba växer huvudsakligen savannskog. Runt Município Capenda-Camulemba är det mycket glesbefolkat, med 4 invånare per kvadratkilometer.